# Baruch Samuel Blumberg

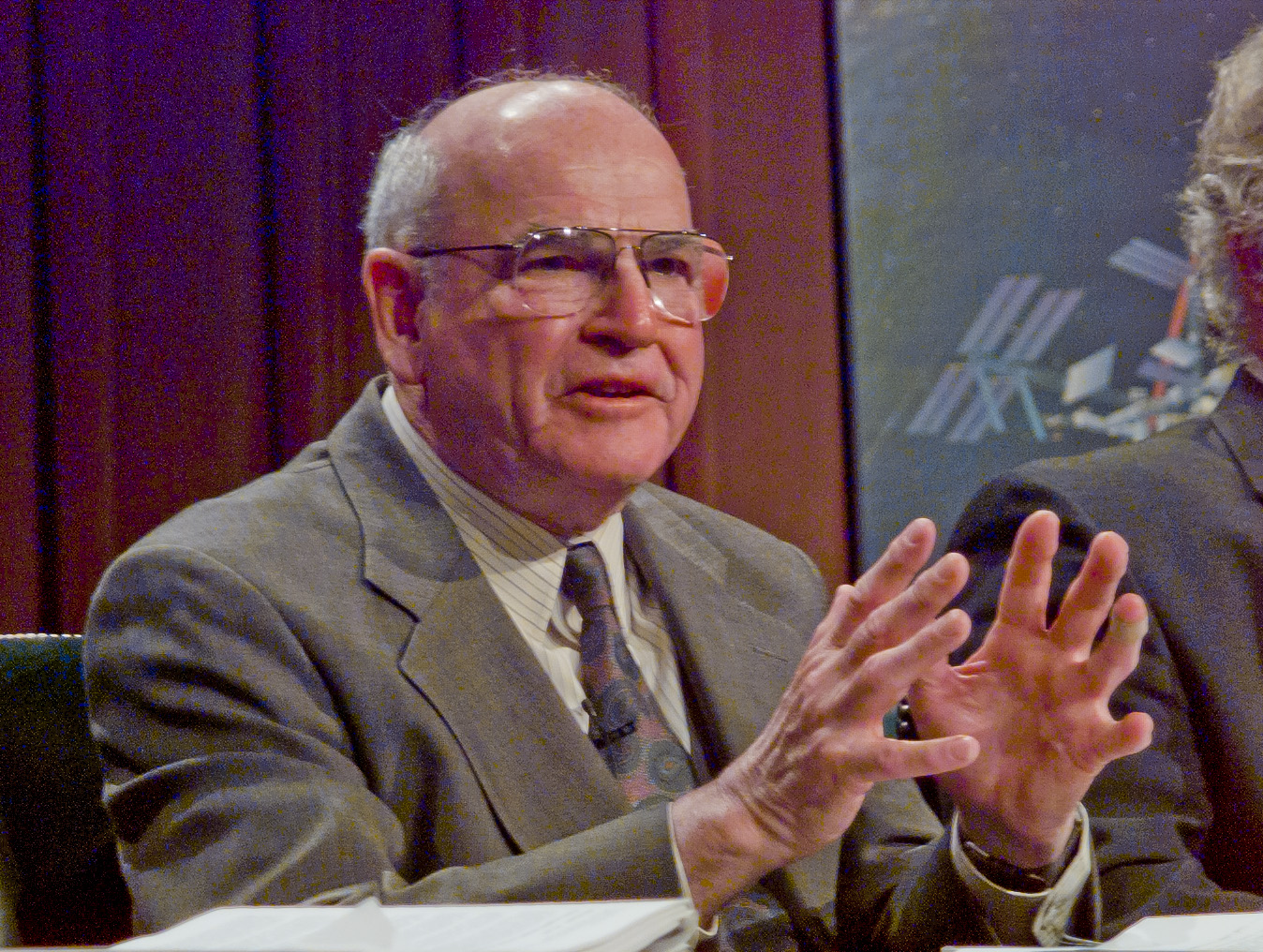
Baruch Samuel Blumberg (Mai 1999)

Baruch Samuel „Barry“ Blumberg (* 28. Juli 1925 in New York City; † 5. April 2011 in Mountain View, Kalifornien) war ein US-amerikanischer Mediziner und Biochemiker. Blumberg entdeckte die durch Viren verursachte infektiöse Leberentzündung Hepatitis B und erhielt dafür einen Nobelpreis.
Blumberg besuchte als Schüler zunächst die Jeschiwa in Flatbush und trat 1943 – nach Abschluss der High School – in die US Navy ein. Nach Ende des Zweiten Weltkriegs erwarb er einen ersten Abschluss im Fach Physik am Union College. Danach wechselte er an die Columbia University, wo er zunächst Mathematik studierte, nach einiger Zeit aber ins Fach Medizin wechselte. Hier wurde sein Interesse an der Populationsgenetik geweckt. 1951 wurde er zum Doktor der Medizin promoviert. Nach einem Studienaufenthalt in Suriname und Studien über Arthritis im Bellevue Hospital Center in New York erwarb er 1957 am Balliol College der University of Oxford einen Doktorgrad als Biochemiker mit der Forschungsarbeit über Hyaluronsäure. Nach einigen Jahren Tätigkeit für die National Institutes of Health wechselte er Anfang der 1960er Jahre an das Fox Chase Cancer Center in Philadelphia. 
Baruch Blumberg war von 1999 bis 2002 Direktor des NASA Astrobiology Institute.
Blumberg entdeckte 1965 zufällig ein Protein des Erregers der Hepatitis B, als er als Anthropologe bei der Suche nach Polymorphismen im Blut verschiedener ethnischer Völker auf ein besonderes Protein bei australischen Ureinwohnern stieß. Er nannte das Protein Australia-Antigen und untersuchte es eingehend mittels Immundiffusionstests auf Kreuzreaktionen. Als Negativkontrolle verwendete seine technische Assistentin Barbara Werner ihr eigenes Blut. Nach einiger Zeit wurde diese Negativkontrolle positiv, die Assistentin hatte Australia-Antigen im Blut und entwickelte gleichzeitig eine akute Hepatitis B. Damit war der Zusammenhang mit der Infektion hergestellt. Blumberg entwickelte einen ersten Test, um Spenderblut auf Hepatitis B zu prüfen und auch einen Impfstoff gegen Hepatitis B, zusammen mit Irving Millman.
1976 erhielt er zusammen mit Daniel Carleton Gajdusek den Nobelpreis für Physiologie oder Medizin „für ihre Entdeckungen von neuen Mechanismen bei der Entstehung und Verbreitung von Infektionskrankheiten“. 1975 hatte er einen Gairdner Foundation International Award erhalten. In demselben Jahr wurde er in die National Academy of Sciences gewählt, 1990 in die American Academy of Arts and Sciences. Er war seit 1986 Mitglied und von 2005 bis 2011 Präsident der American Philosophical Society. 1993 wurde er in die National Inventors Hall of Fame aufgenommen. Ende 2011 richtete die NASA und die Library of Congress eine Forschungsprofessur für Astrobiologie ein, die nach Baruch S. Blumberg benannt wurde.

## Veröffentlichungen (Auswahl)
- mit J. L. Blumberg: Bernard Connor (1666–1698) and his contribution to the pathology of ankylosing spondylitis. In: Journal of the History of Medicine. Band 13, 1958, S. 349 ff.
- Hepatitis B. The hunt for a killer virus. Princeton University Press, Princeton 2002, ISBN 0-691-00692-X.